# Rezolucja Rady Bezpieczeństwa ONZ nr 1417
Rezolucja Rady Bezpieczeństwa ONZ nr 1417 została przyjęta jednomyślnie 14 czerwca 2002 r.
Rada potwierdziła swoje poprzednie rezolucje w kwestii kongijskiej oraz przedłużyła mandat Misji ONZ w Demokratycznej Republice Konga na kolejny rok, do dnia 30 czerwca 2003 r.
Rada podkreśliła obowiązek wszystkich państw do powstrzymania się od użycia siły w celu zakłócenia niepodległości i integralności terytorialnej innych państw. Potwierdziła także suwerenność DRK nad jej zasobami naturalnymi.